# Nordre Røse Fyr
Nordre Røse Fyr er et fyrtårn i den nordlige ende af Drogden Rende mellem Amager og Saltholm i Øresund.
Fyrtårnet blev første gang opført i 1877, men er siden blevet forbedret, da den oprindelige konstruktion ikke kunne holde til isens skruninger. Fyrtårnet er rundt og er bygget i granit på et fire meter højt fundament.